# Haute-Normandie
1956–2015
Entités suivantes :
- Normandie

La Haute-Normandie est une ancienne région administrative française qui regroupe les deux départements de l'Eure et de la Seine-Maritime. Elle correspond à la partie orientale de l'ancienne province historique de Normandie.
Dans le cadre de la réforme territoriale, la Haute-Normandie a fusionné avec la Basse-Normandie le 1er janvier 2016,, pour former la région Normandie.

## Histoire
En 911, aux termes du traité de Saint-Clair-sur-Epte, le chef viking Rollon conclut un accord avec le carolingien Charles III le Simple, qui lui remet la garde du comté de Rouen, soit, à peu de chose près, l’actuelle Haute-Normandie.
Le XVIIIe siècle constitue l’apogée du trafic négrier. Les bourgeois du Havre, de Rouen et de Honfleur bénéficient des retombées économiques du commerce triangulaire. Le travail du coton se développe dans les villes et jette les bases de la révolution industrielle. Les manufactures se multiplient et s’installent dans les faubourgs de Rouen. Ces changements profitent surtout à la Normandie orientale (autrement dit l’actuelle Haute-Normandie).
Lors de la création des régions, en 1956, les cinq départements normands ont été répartis en deux régions administratives : la Haute-Normandie et la Basse-Normandie. Sans qu'il s'agisse des mêmes limites, ce découpage reprend une distinction dont les origines remontent au XVIe siècle, peut-être même au XIVe siècle.
60 ans plus tard, les deux régions Normandie fusionnent pour former la nouvelle région Normandie.

## Administration et politique

### Tendances politiques
La Haute-Normandie est considérée comme relativement à gauche[réf. nécessaire]. 

Cette région est cependant divisée entre un département de Seine-Maritime, dont le conseil général a basculé pour la première fois de son histoire à gauche en 2004, avant de rebasculer à droite en 2015, et marqué par une forte présence communiste dans des villes portuaires comme Dieppe, Le Tréport, dans quelques villes de la banlieue rouennaise et au Havre, et un département de l'Eure plus favorable à la droite (trois circonscriptions sur cinq à droite dans ce département).
Depuis 1974, à l'exception de l’élection présidentielle de 2002 (où la gauche n'était pas présente au second tour) et de celle de 2007, la Haute-Normandie a toujours voté majoritairement pour le candidat de gauche au second tour des élections présidentielles[réf. nécessaire].

### Circonscriptions législatives
La Haute-Normandie compte au total 15 circonscriptions (soit une moyenne de 122 000 hab. par circonscription).
| Eure | Seine-Maritime |
| --- | --- |
| - 1re circonscription - Évreux-Sud - 2e circonscription - Évreux-Nord - 3e circonscription - Bernay - 4e circonscription - Louviers - 5e circonscription - Gisors - Vernon | - 1re circonscription - Rouen - 2e circonscription - Bois-Guillaume-Bihorel - Gournay-en-Bray - 3e circonscription - Sotteville-lès-Rouen - Saint-Étienne-du-Rouvray - 4e circonscription - Elbeuf - 5e circonscription - Lillebonne - 6e circonscription - Dieppe - Neufchâtel-en-Bray - 7e circonscription - Le Havre-Nord - 8e circonscription - Le Havre-Sud - 9e circonscription - Fécamp - 10e circonscription - Yvetot |

| Circonscription | Département | Département        | Département    | Département         | Département |
| Circonscription | Eure        | Eure               | Seine-Maritime | Seine-Maritime      |             |
| --------------- | ----------- | ------------------ | -------------- | ------------------- | ----------- |
| Première        |             | Bruno Le Maire     |                | Valérie Fourneyron  |             |
| Deuxième        |             | Jean-Louis Destans |                | Françoise Guégot    |             |
| Troisième       |             | Hervé Morin        |                | Luce Pane           |             |
| Quatrième       |             | François Loncle    |                | Laurent Fabius      |             |
| Cinquième       |             | Franck Gilard      |                | Christophe Bouillon |             |
| Sixième         |             |                    |                | Sandrine Hurel      |             |
| Septième        |             |                    |                | Édouard Philippe    |             |
| Huitième        |             |                    |                | Catherine Troallic  |             |
| Neuvième        |             |                    |                | Estelle Grelier     |             |
| Dixième         |             |                    |                | Dominique Chauvel   |             |

### Conseil régional
Le président du conseil régional est Nicolas Mayer-Rossignol (PS) depuis mi-octobre 2013. Il succède à Alain Le Vern (PS), qui a annoncé son retrait de la vie politique.
Il comporte 55 membres (38 pour la Seine-Maritime et 17 pour l'Eure) et siège à Rouen.

### Départements
| Code | Département    | Préfecture | Préfet                | Population     | Superficie | Président du Conseil général | Tendance politique |
| ---- | -------------- | ---------- | --------------------- | -------------- | ---------- | ---------------------------- | ------------------ |
| 27   | Eure           | Évreux     | Dominique Sorain      | 582 822 hab.   | 6 040 km2  | Jean-Louis Destans           | PS                 |
| 76   | Seine-Maritime | Rouen      | Pierre-Henry Maccioni | 1 250 120 hab. | 6 278 km2  | Nicolas Rouly                | PS                 |

### Jumelage
La région est jumelée avec le district londonien de Redbridge, en Angleterre.

## Géographie

### Régions naturelles

#### Pays de Caux
C'est la région comprise entre Rouen, Dieppe et Le Havre. Il s'agit d'un plateau crayeux fertile, découpé par les vallées et valleuses qui aboutissent à la Manche.

#### Pays de Bray
À cheval sur les départements de Seine-Maritime et de l'Oise, c'est une région de bocage.

#### Marais Vernier

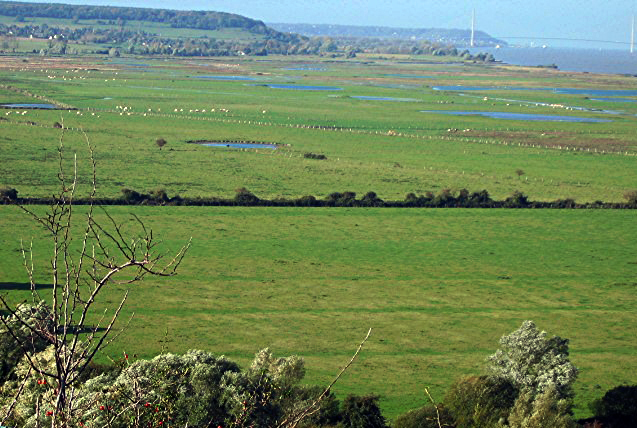
Marais Vernier, Eure

Petite région anciennement marécageuse occupant un ancien méandre abandonné par la Seine, dans le département de l'Eure, le marais Vernier est propice à l'élevage bovin et connu pour ses chaumières.

## Économie

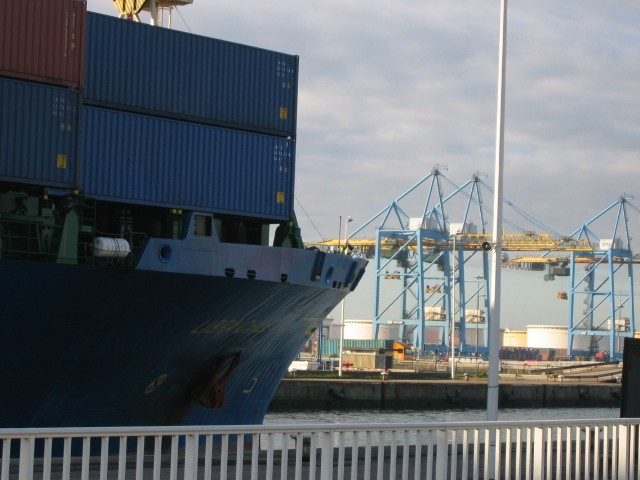
Port du Havre.

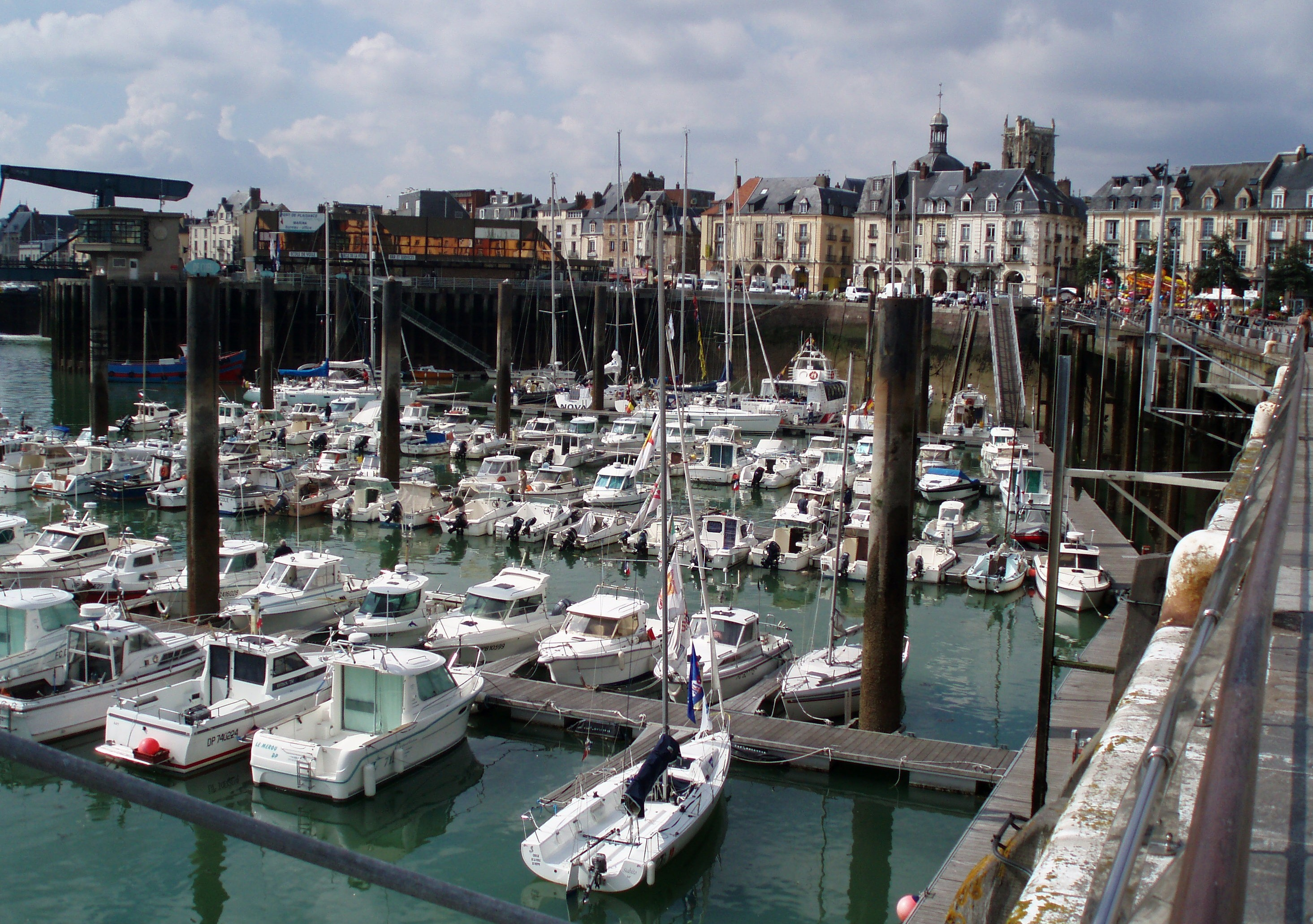
Port de plaisance de Dieppe.

- 60 % de la production française des lubrifiants ;
- 50 % des plastiques, 30 % des voitures ;
- la quatrième région française pour le commerce extérieur ;
- la première région pour la production de lin ;
- la sixième région pour la recherche.

En 2010, 125 194 personnes sont salariées dans l'industrie (hors industrie agroalimentaire) en Haute-Normandie.

### Principales entreprises installées en Haute-Normandie
(décembre 2011).
- Ahnoria (Café Legal) au Havre
- Autoliv à Gournay-en-Bray et Saint-Étienne-du-Rouvray
- Federal-Mogul (automobile) (Garennes-sur-Eure)
- Astera (pharmacie)
- Ferrero-France (alimentation)
- Danone Produits Frais France (agroalimentaire) à Ferrières-en-Bray
- Coopérateurs de Normandie-Picardie (supermarchés)
- Delmas (transports) au Havre
- Davigel (alimentation)
- Lubrizol France (chimie)
- Auxitec Ingénierie (ingénierie)
- Aircelle (aéronautique) au Havre
- Mutant Distribution (distribution)
- Sidel (équipement) à Octeville-sur-Mer
- Éditions Atlas (édition) à Évreux
- EDF (centrales nucléaires de Paluel et de Penly et la Centrale thermique du Havre
- Cap Seine (alimentation)
- Valois (plastiques)
- Bayer élastomère (pneumatiques)
- Carrier Transicold Industries (équipement) à Mont-Saint-Aignan et Franqueville-Saint-Pierre
- Plastic Omnium France (Cadence innovation) (plastiques) à Saint-Marcel près de Vernon
- Saveurs de France Brossard (alimentation), au Neubourg
- Dresser-Rand (équipement) au Havre
- Devaux (travaux)
- Novelis Foil France à Rugles (métallurgie)
- CIC Banque CIN (banque)
- Sanofi Aventis (pharmacie) au Trait et à Saint-Aubin-lès-Elbeuf
- Sanofi Pasteur (pharmacie) à Val-de-Reuil
- Segafredo Zanetti France à Sotteville-lès-Rouen (cafés)
- Renault Sandouville, Cléon et Aubevoye
- Total à Gonfreville-l'Orcher
- ExxonMobil à Notre-Dame-de-Gravenchon
- Technip au Trait
- Shell puis Petroplus depuis 04/2008 à Petit-Couronne
- GPN anciennement AZF filiale de Total au Grand-Quevilly
- BASF à Saint-Aubin-lès-Elbeuf
- REVIMA à Caudebec-en-Caux
- SNECMA à Vernon (Fusée Ariane)
- Laboratoire de recherches balistiques et aérodynamiques à Vernon
- S2M à Vernon (SKF Magnetics)
- Boursin (Fromages) à Pacy-sur-Eure
- Legrand à Malaunay
- Cooper-Standard Automotive (étanchéité automobile) à Bolbec
- SERAPID S.A.S à Londinières
- Socopa (agroalimentaire) au Neubourg
- EADS à Val-de-Reuil et Caudebec-en-Caux
- Thales à Ymare
- Zodiac Aerospace à Caudebec-lès-Elbeuf
- S.N.D.E (Société Normande du Découpage et de l'Emboutissage) à Londinières
- Miroiterie Uni-Verre (miroiterie) à Saint-Aubin-lès-Elbeuf.

## Spécialités régionales
La position géographique de la Normandie détermine sa cuisine qui bénéficie de ses fertiles terroirs lui fournissant à foison les produits agricoles tandis que la mer la pourvoit généreusement en poissons et crustacés divers.
La Normandie aime la bonne chère et sa cuisine se distingue essentiellement par sa production agricole et piscicole. Les produits laitiers y tiennent le haut du pavé : l’usage fait par les Normands du beurre et de la crème dans leur cuisine est quasi-légendaire.
Entrées et soupes
- Canard rouennais en terrine

Viande, produits de la mer et charcuterie :
- Canard au sang
- Pieds de moutons à la rouennaise
- Boudin de Saint-Romain
- Lapin à la cauchoise
- Marmite dieppoise
- Sole à la dieppoise
- Coquilles Saint-Jacques à la rouennaise
- Coquilles Saint-Jacques de Dieppe poêlées à la crème
- Œufs brayons

Fromages, beurres et crèmes :
- Boursin
- Neufchâtel
- Graval
- Brillat-savarin
- Carré de Bray
- Demi-sel
- Excelsior
- Fin de siècle
- Petit-suisse

Fruits et légumes :
- Pomme
- Poire

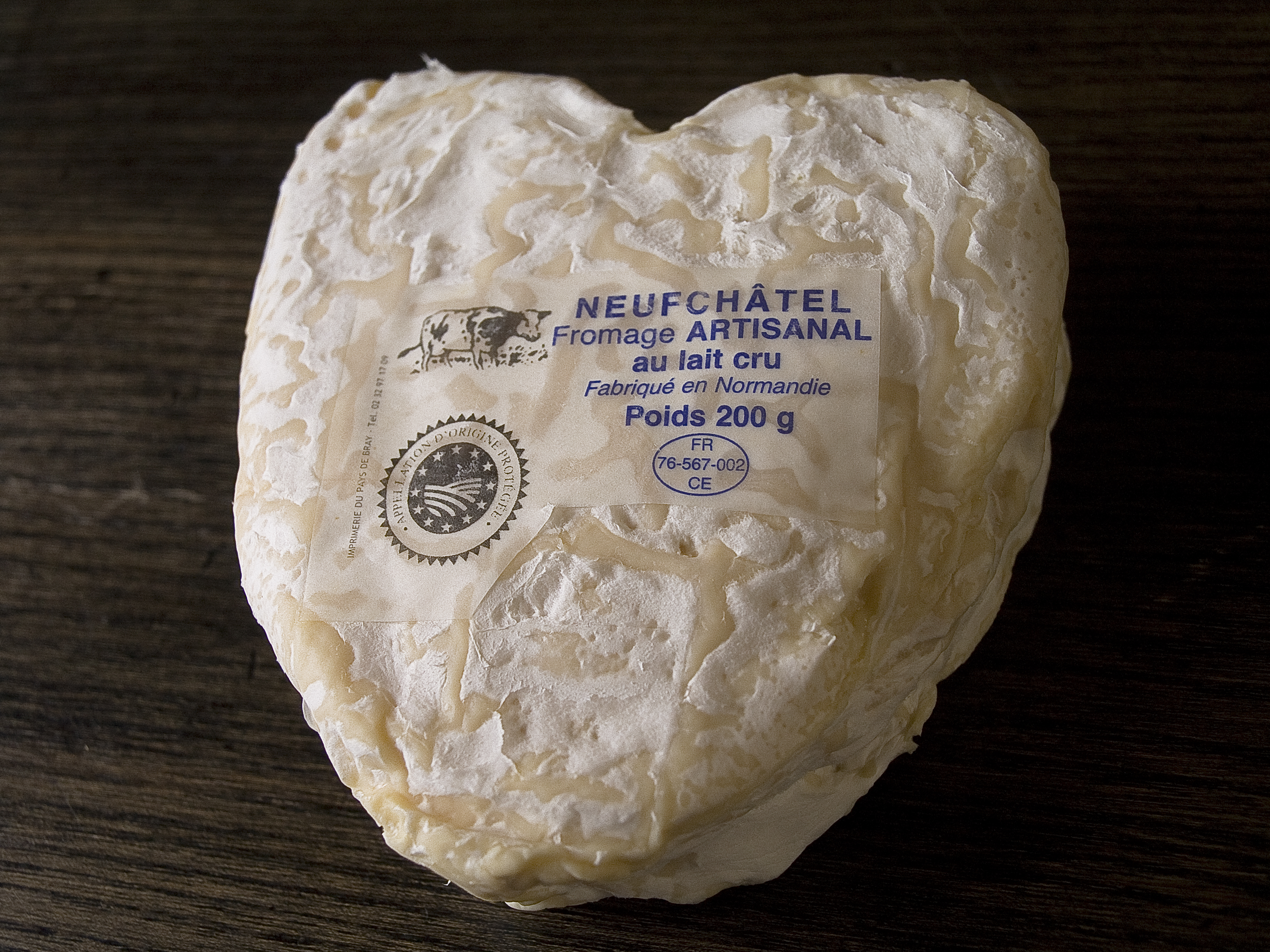
Neufchâtel

- Choux, choux-fleurs, oignons, navets, salades, poireaux, pommes de terre, tomates, céleris, brocolis, persil, ciboulette et autres plantes aromatiques, etc.

Boulangerie, pâtisserie et confiseries :
- Sucre de pomme
- Aguignettes
- Brioche de Gisors
- Brioche de Gournay
- Tarte aux cerises de Duclair
- Douillon d'Elbeuf
- Miel

Boissons :
- Bervillaise
- Cidre normand
- Jus de pomme
- Calvados
- Bénédictine
- Trou normand
- Bières normandes

## Logo
Le lion d'or sur fond rouge est présent pour rappeler le léopard du blason normand, il évoque donc les racines et la culture normande.
Les vagues bleues incarnent le caractère maritime de la Haute-Normandie, ses ports, ses plages et les méandres de la Seine.
L'étendue verte évoque le caractère agricole, la fertilité, la richesse et la diversité du paysage.

## Démographie
- 12 317 km2 (2 % du territoire national) et deux départements (Eure et Seine-Maritime).
- 1 833 500 habitants (2,8 % de la population française).
- 32,2 % de la population a moins de 25 ans. (au 1er janvier 2010, source INSEE)
- Les deux plus grandes villes de la région sont Le Havre avec environ 180 000 habitants et Rouen avec 110 000 habitants (Rouen est la préfecture mais n'est pas la plus grande ville de Haute-Normandie, cependant il s'agit de la plus grande agglomération de la Normandie avec 650 000 habitants dans son aire urbaine contre 400 000 à Caen et 300 000 au Havre, source INSEE 2011).

## Transports

### Routier
Plusieurs autoroutes traversent la région dont :
- l'A13, qui relie Paris à Caen ;
- l'A28, qui relie Abbeville à Tours ;
- l'A29, qui relie l'A13 (Beuzeville) à Saint-Quentin ;
- l'A131, qui relie Le Havre à l'A13 (Bourneville) ;
- l'A139, qui relie la RN 138 à l'A13 ;
- l'A150, qui relie Rouen à l'A29 près d'Yvetot (section entre Barentin et Yvetot en travaux) ;
- l'A151, qui relie l'A150 à Tôtes ;
- l'A154, qui relie l'A13 à Acquigny.

Trois ponts permettent de traverser la Seine entre Rouen et Le Havre :
- le pont de Normandie ;
- le pont de Tancarville ;
- le pont de Brotonne.

### Ferroviaire

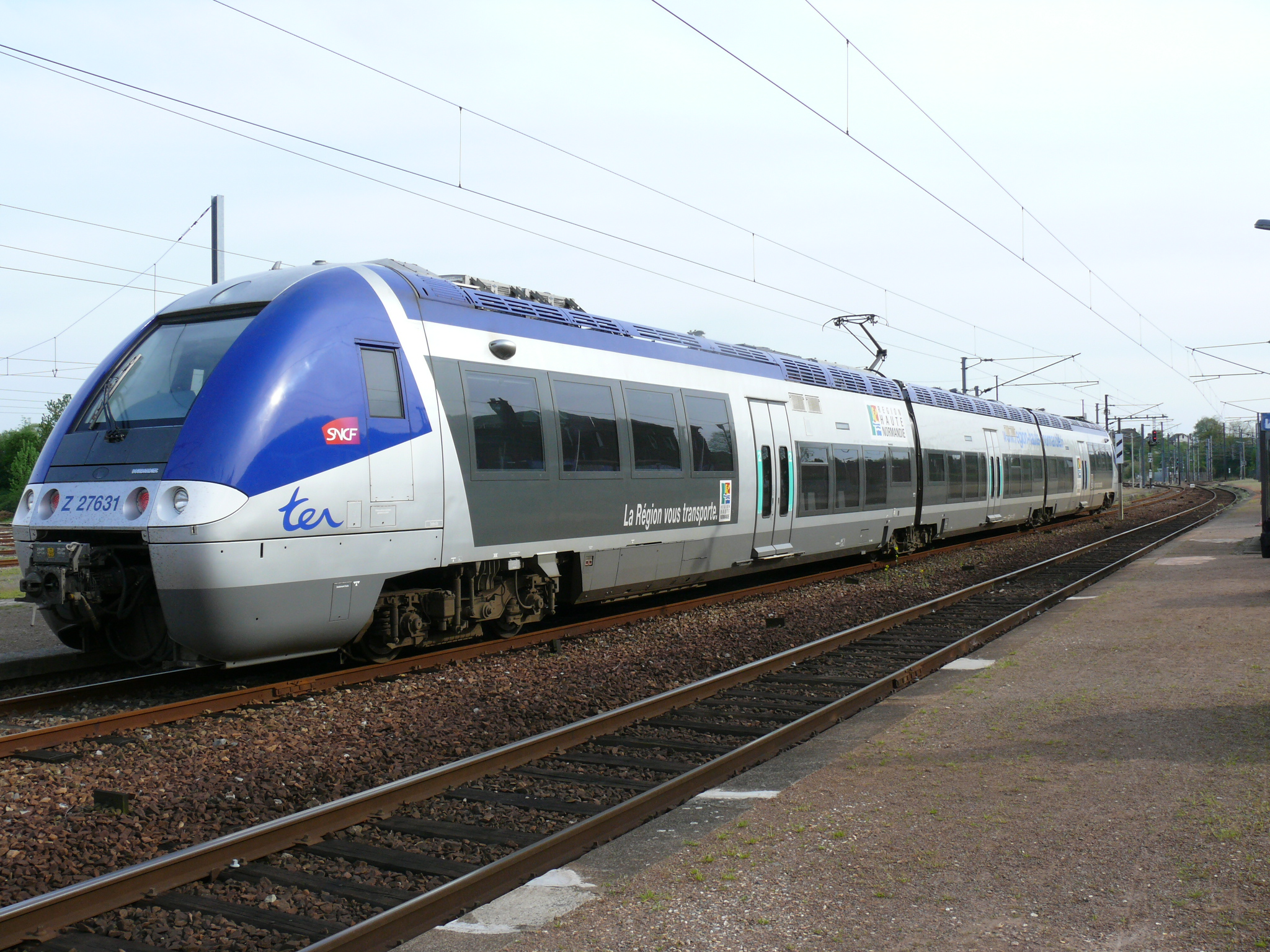
Z 27500 du réseau TER Haute-Normandie

Le TER Haute-Normandie est le réseau de transport express régional de la région administrative Haute-Normandie. Le réseau est structuré autour de deux radiales d'envergure nationale, que sont les axes Paris - Le Havre et Paris - Caen et d'un point central qu'est la gare de Rouen-Rive-Droite où convergent la majorité des lignes TER.

## Culture
- Première région pour la densité en musées
- Deuxième pour la densité en théâtres
- des forêts d'exception qui s'étendent sur 20 % du territoire
- plus de 50 parcs et jardins

## Religions
Pour l'Église catholique, la Haute-Normandie fait partie, avec la Basse-Normandie, de la province ecclésiastique de Rouen. La région se divise entre l'archidiocèse métropolitain de Rouen, le diocèse d'Évreux pour l'Eure, et le diocèse du Havre, qui correspond à peu près à l'arrondissement homonyme.